# Italo Campanini (cestista)
Italo Campanini (Venezia, 4 ottobre 1930 – Venezia, 5 agosto 2007) è stato un cestista italiano.

## Carriera
Militò nel Reyer Venezia dal 1947 al 1956. Nella stagione 1948-49 ha giocato nella squadra B, nel campionato di Serie C. Con la Nazionale ha disputato 6 incontri nel 1951, mettendo a referto 11 punti.